# Caperea marginata
La caperea (Caperea marginata Gray, 1846), unico membro della famiglia dei Neobalenidi (Neobalaenidae), è una specie di balena con i fanoni. Descritta per la prima volta da John Edward Gray nel 1846, è il Misticeto più piccolo: è lunga 4 - 6,5 m e pesa 3000 – 3500 kg. Nonostante talvolta venga chiamata anche balena franca pigmea, è più imparentata con la balena grigia e le balenottere che con la balena della Groenlandia e le balene franche.
La caperea vive solamente nell'emisfero australe, nelle zone più meridionali dell'Oceano Australe, e si nutre di copepodi ed Eufausiidi. Non sappiamo granché sull'entità delle popolazioni e sul suo comportamento sociale. Diversamente dalla maggior parte degli altri Misticeti, è stata cacciata solo molto raramente.

## Descrizione
La caperea viene avvistata solo raramente e di conseguenza è stata poco studiata. Tuttavia è certo che sia di gran lunga il più piccolo tra tutti i Misticeti. Il peso e le dimensioni alla nascita sono sconosciuti. La lunghezza degli esemplari adulti è di 4 - 6,5 m. Il peso stimato si aggira sui 3000 – 3500 kg. Anche i periodi di gestazione e di allattamento e la longevità sono sconosciuti. La scarsità dei dati a nostra disposizione è dovuta in parte alla relatività inattività della specie, la quale la rende difficile da localizzare. Il soffio è piccolo e indistinto e inoltre essa nuota lentamente, con uno stile ondeggiante, sebbene sia in grado di compiere rapide accelerazioni.
La colorazione e l'aspetto della caperea, con dorso grigio scuro, ventre di un grigio più chiaro e solitamente con una coppia di macchie più chiare a forma di gallone dietro agli occhi, sono simili a quelli della balenottera minore comune e di quella minore antartica e in mare è molto facile confonderla con queste due specie se non vengono osservati con cura la mandibola e le pinne pettorali. La bocca non è fortemente arcuata come nelle balene franche e può non essere sufficiente osservarla per distinguere la caperea da una balenottera minore. Gli unici caratteri che permettono una giusta identificazione sono i fanoni, lunghi, sottili e di color crema, e le caratteristiche gengive di colore bianco. A differenza delle balene franche la caperea non presenta callosità. La pinna dorsale è falcata (a forma di mezzaluna) e situata a circa tre-quarti della lunghezza del dorso. Diversamente dalle balenottere minori, quando emerge in superficie non mostra mai la coda e talvolta anche la pinna dorsale rimane sommersa.
Le analisi dei contenuti stomacali degli esemplari morti indicano che la caperea si nutre di copepodi e di Eufausiidi. Non si sappiamo se si nutra nei pressi delle coste o in mare aperto. Anche le abitudini sociali e riproduttive sono sconosciute. Generalmente viene avvistata sola o in coppia, ma talvolta sono stati visti gruppi composti anche da 10 esemplari e, in un caso, furono osservati 80 animali sparsi su una piccola area di oceano aperto.

## Popolazioni e distribuzione
La caperea è forse il meno studiato tra tutti i Cetacei, dato che viene avvistata solo raramente (nel 1998 era stata avvistata nei mari aperti di tutto il globo meno di 20 volte). Vive nell'emisfero australe, in una fascia compresa tra i 30° S e i 50° S, in aree dove le acque superficiali hanno temperature comprese tra i 5 e i 20 °C, e si ritiene che abbia una distribuzione circumpolare. L'esemplare noto più a sud fu ritrovato spiaggiato in Terra del Fuoco (55° S), in Argentina meridionale. Altri esemplari sono stati avvistati lungo le coste di Namibia, Sudafrica, Australia e Nuova Zelanda. Predilige baie protette e poco profonde. Un gruppo trascorre tutto l'anno al largo della Tasmania. La popolazione totale è sconosciuta.

## Caccia ewhale watching
A causa delle dimensioni relativamente piccole e della distribuzione sparsa la caperea è stata catturata solo di rado dai balenieri. Un maschio di 3,39 m venne catturato al largo del Sudafrica nel 1917 ed è probabile che qualche esemplare sia stato catturato da balenieri in cerca di balenottere minori. Alcuni esemplari sono rimasti intrappolati nelle reti da pesca. Tuttavia si ritiene che questi fattori non abbiano un impatto significativo sulla popolazione.
Quasi tutto ciò che sappiamo sulla caperea è stato ottenuto dagli esemplari ritrovati arenati sulle coste; in mare aperto si incontra molto raramente e quindi non è oggetto delle crociere di whale watching.